# Go-sekku
Go-sekku (kanji 五節句, hiragana ごせっく, ili samo sekku kanji 節句, hiragana せっく) je zbirno ime za pet glavnih japanskih popularnih festivala, matsurija: Jinjitsu, Jōmi, Tango, Tanabata i Chōyō.

## Vanjske poveznice
- 節句  - Asocijacija šintoističkih svetišta (神社本庁)